# Alassane Pléa
Alassane Pléa (Lille, 10 de marzo de 1993) es un futbolista francés de origen maliense. Juega en la posición de delantero y desde 2025 milita en el PSV Eindhoven de la Eredivisie de los Países Bajos.

## Trayectoria

### Lyon

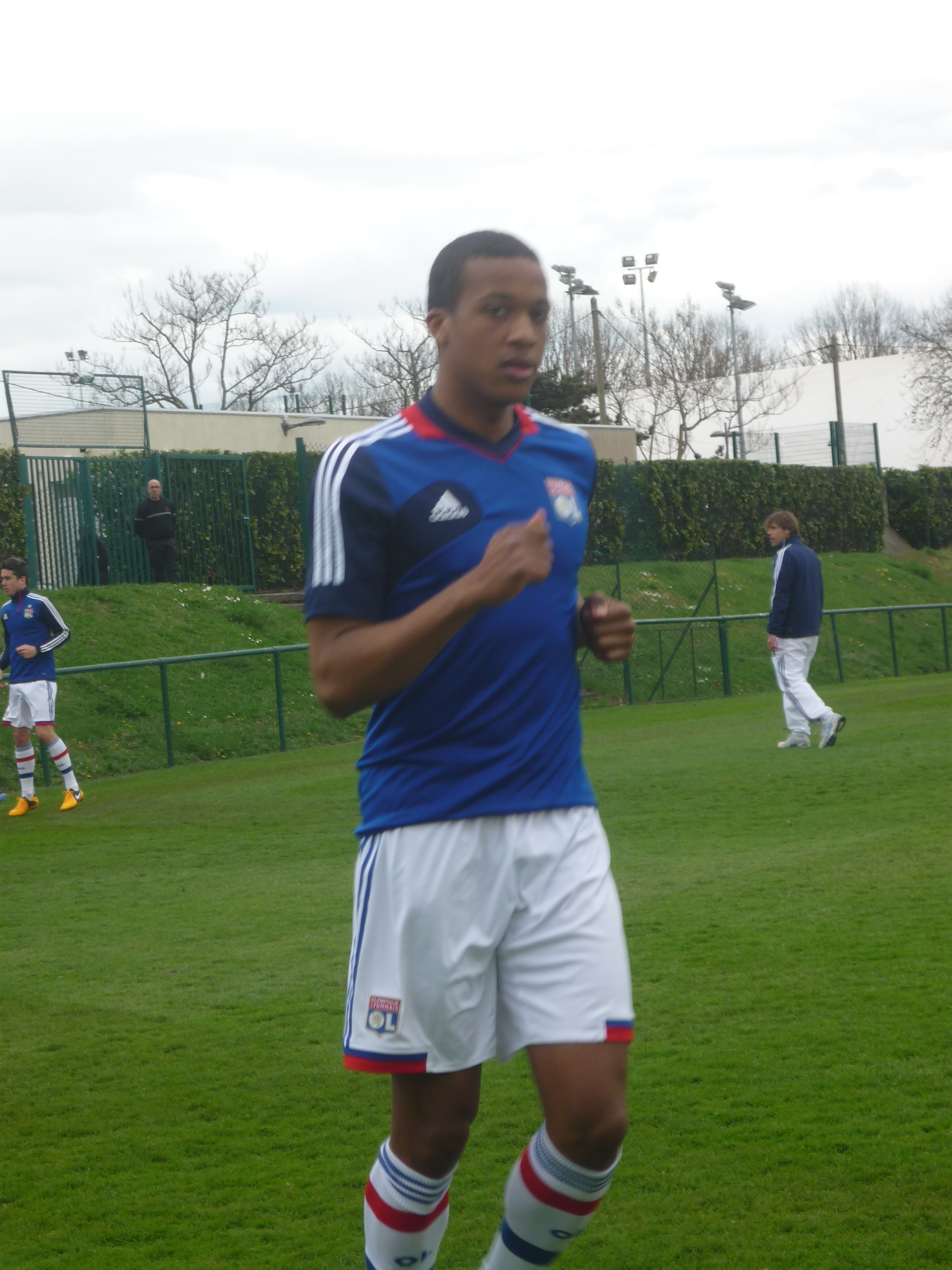
Pléa entrenando para el Lyon en 2013

Pléa hizo su debut en el primer equipo del Olympique de Lyon el 7 de octubre de 2012 en un partido de Ligue 1 fuera de casa contra F. C. Lorient, entrando como sustituto de Bafétimbi Gomis en el minuto 90; el partido terminó en empate 1-1.

### Nice
Pléa dejó Lyon y se unió a Nice en el verano de 2014 en busca de más tiempo de juego en un traspaso valorado en £450,000. Bajo su primer entrenador en Nice, Claude Puel, fue reubicado en el centro del campo y comenzó a destacar primero bajo Puel y luego aún más bajo su sucesor Lucien Favre.
El 20 de octubre de 2016, Pléa marcó el único gol en la victoria a domicilio por 1-0 contra Red Bull Salzburg en el partido del Grupo I de la Liga Europa de la UEFA 2016-17. Esa fue la primera victoria a domicilio de Nice en competiciones europeas de clubes, habiendo tenido anteriormente 15 partidos a domicilio sin ganar en competiciones europeas de clubes. 3 días después, marcó un hat-trick en un partido de Ligue 1, liderando la victoria por 4-2 de Nice sobre Metz, para mantener su ventaja en la cima de la tabla con cuatro puntos de diferencia.
El 20 de febrero de 2017, Pléa se sometió a una artroscopia de la rodilla derecha en Lyon, lo que probablemente lo mantendría fuera de acción durante cinco meses. Ocho días antes, se había lesionado la rodilla derecha durante la primera mitad de un partido de Ligue 1 contra Rennes y tuvo que ser sustituido en el minuto 43. Hasta el 21 de febrero de 2017, él era el máximo goleador del Ligue 1 en Nice y ocupaba el quinto lugar en la tabla de máximos goleadores de la temporada 2016-17 de la Ligue 1 con 11 goles en el Ligue 1.
Jugando junto a Mario Balotelli, demostró ser mucho más que un compañero de ala al anotar 27 goles y dar nueve asistencias en las temporadas 2016-17 y 2017-18 de la Ligue 1, ayudando a que Nice terminara en la tercera posición en 2016-17.

### Borussia Mönchengladbach
En julio de 2018 se unió al Borussia Mönchengladbach con un contrato de cinco años. La tarifa de transferencia pagada se informó como 25 millones de euros. Hizo su debut en el club contra el BSC Hastedt en la primera ronda de la Copa de Alemania el 19 de agosto de 2018 y marcó un triplete mientras Gladbach ganaba 11-1. Anotó su primer gol en la Bundesliga para el club el 1 de septiembre, asegurando un empate 1-1 contra Augsburg. Terminó su temporada debut como la máxima goleador del club con 12 goles en la liga y 15 en todas las competiciones.
En la siguiente temporada, Pléa fue elogiado por agregar un toque creativo a su rendimiento ofensivo, contribuyendo con ocho goles y siete asistencias en sus primeras 22 apariciones en la Bundesliga. En el partido del club contra el RB Leipzig el 1 de febrero de 2020, Pléa abrió el marcador y luego recibió sus dos primeras tarjetas amarillas de la temporada, siendo expulsado cuando el Gladbach empató 2-2 después de haber estado liderando 2-0. El 31 de mayo, marcó su décimo gol en liga de la temporada y proporcionó asistencias para los dos goles de Marcus Thuram en una victoria por 4-1 sobre 1. FC Union Berlin.
Pléa marcó su primer gol de la temporada en una victoria por 3-1 en la Bundesliga sobre FC Köln el 3 de octubre de 2020. El 3 de noviembre, Pléa anotó un hat-trick en una victoria por 6-0 sobre Shakhtar Donetsk como visitante en la fase de grupos de la Liga de Campeones. El resultado fue la mayor victoria del club en la historia de la competición. Anotó otros dos goles en la Liga de Campeones en una derrota por 2-3 en la fase de grupos contra Inter de Milán el 1 de diciembre de 2020; el árbitro asistente de video le negó un triplete y un gol de empate en los últimos minutos del partido.
El 13 de agosto de 2021 marcó el primer gol de la campaña de la Bundesliga en un empate 1-1 contra Bayern de Múnich.

## Selección nacional
Pléa fue convocado por primera vez con la selección de fútbol de Francia en noviembre de 2018, en el periodo de disputa de la quinta y sexta jornada de la Liga de las Naciones de la UEFA 2018-19.

## Estadísticas

### Clubes
Actualizado al último partido disputado el 3 de noviembre de 2024.
| Club                                | Div.          | Temporada     | Liga  | Liga  | Liga   | Copas nacionales | Copas nacionales | Copas nacionales | Copas internacionales | Copas internacionales | Copas internacionales | Total | Total | Total  |
| Club                                | Div.          | Temporada     | Part. | Goles | Asist. | Part.            | Goles            | Asist.           | Part.                 | Goles                 | Asist.                | Part. | Goles | Asist. |
| ----------------------------------- | ------------- | ------------- | ----- | ----- | ------ | ---------------- | ---------------- | ---------------- | --------------------- | --------------------- | --------------------- | ----- | ----- | ------ |
| Olympique de Lyon Francia           | 1.ª           | 2012-13       | 1     | 0     | 0      | 0                | 0                | 0                | 2                     | 0                     | 0                     | 3     | 0     | 0      |
| Olympique de Lyon Francia           | 1.ª           | 2013-14       | 6     | 0     | 0      | 1                | 0                | 0                | 3                     | 1                     | 0                     | 10    | 1     | 0      |
| Olympique de Lyon Francia           | Total club    | Total club    | 7     | 0     | 0      | 1                | 0                | 0                | 5                     | 1                     | 0                     | 13    | 1     | 0      |
| A. J. Auxerre Francia               | 2.ª           | 2013-14       | 15    | 3     | 1      | 0                | 0                | 0                | —                     | —                     | —                     | 15    | 3     | 1      |
| A. J. Auxerre Francia               | Total club    | Total club    | 15    | 3     | 1      | 0                | 0                | 0                | 0                     | 0                     | 0                     | 15    | 3     | 1      |
| O. G. C. Niza Francia               | 1.ª           | 2014-15       | 33    | 3     | 7      | 2                | 0                | 0                | —                     | —                     | —                     | 35    | 3     | 7      |
| O. G. C. Niza Francia               | 1.ª           | 2015-16       | 19    | 6     | 4      | 0                | 0                | 0                | —                     | —                     | —                     | 19    | 6     | 4      |
| O. G. C. Niza Francia               | 1.ª           | 2016-17       | 25    | 11    | 2      | 2                | 2                | 0                | 5                     | 1                     | 0                     | 32    | 14    | 2      |
| O. G. C. Niza Francia               | 1.ª           | 2017-18       | 35    | 16    | 4      | 3                | 1                | 0                | 11                    | 4                     | 0                     | 49    | 21    | 4      |
| O. G. C. Niza Francia               | Total club    | Total club    | 112   | 36    | 17     | 7                | 3                | 0                | 16                    | 5                     | 0                     | 135   | 44    | 17     |
| Borussia Mönchengladbach · Alemania | 1.ª           | 2018-19       | 34    | 12    | 4      | 1                | 3                | 0                | —                     | —                     | —                     | 35    | 15    | 4      |
| Borussia Mönchengladbach · Alemania | 1.ª           | 2019-20       | 27    | 10    | 10     | 1                | 0                | 0                | 5                     | 0                     | 0                     | 32    | 10    | 10     |
| Borussia Mönchengladbach · Alemania | 1.ª           | 2020-21       | 29    | 6     | 1      | 2                | 1                | 0                | 8                     | 5                     | 0                     | 39    | 13    | 2      |
| Borussia Mönchengladbach · Alemania | 1.ª           | 2021-22       | 33    | 9     | 5      | 3                | 0                | 0                | —                     | —                     | —                     | 36    | 9     | 5      |
| Borussia Mönchengladbach · Alemania | 1.ª           | 2022-23       | 29    | 2     | 9      | 2                | 0                | 3                | —                     | —                     | —                     | 31    | 2     | 12     |
| Borussia Mönchengladbach · Alemania | 1.ª           | 2023-24       | 27    | 7     | 4      | 3                | 0                | 1                | —                     | —                     | —                     | 30    | 7     | 5      |
| Borussia Mönchengladbach · Alemania | 1.ª           | 2024-25       | 9     | 2     | 1      | 2                | 1                | 1                | —                     | —                     | —                     | 11    | 3     | 2      |
| Borussia Mönchengladbach · Alemania | Total club    | Total club    | 188   | 48    | 34     | 14               | 5                | 5                | 13                    | 5                     | 0                     | 209   | 59    | 39     |
| Total carrera                       | Total carrera | Total carrera | 322   | 88    | 52     | 22               | 8                | 5                | 34                    | 11                    | 0                     | 372   | 108   | 57     |

### Tripletes
| Partidos en los que anotó tres o más goles | Partidos en los que anotó tres o más goles | Partidos en los que anotó tres o más goles | Partidos en los que anotó tres o más goles | Partidos en los que anotó tres o más goles | Partidos en los que anotó tres o más goles | Partidos en los que anotó tres o más goles | Partidos en los que anotó tres o más goles |
| #                                          | Fecha                                      | Lugar                                      | Equipo                                     | Rival                                      | Goles                                      | Resultado                                  | Competición                                |
| ------------------------------------------ | ------------------------------------------ | ------------------------------------------ | ------------------------------------------ | ------------------------------------------ | ------------------------------------------ | ------------------------------------------ | ------------------------------------------ |
| 1                                          | 23 de octubre de 2016                      | Stade Saint-Symphorien, Metz               | O. G. C. Niza                              | F. C. Metz                                 | Gol · Gol · Gol                            | 2 - 4                                      | Ligue 1 2016-17                            |
| 2                                          | 11 de marzo de 2018                        | Stade du Roudourou, Guingamp               | O. G. C. Niza                              | E. A. Guingamp                             | Gol · Gol · Gol                            | 2 - 5                                      | Ligue 1 2017-18                            |
| 3                                          | 3 de noviembre de 2020                     | Estadio Olímpico, Kiev                     | Borussia Mönchengladbach                   | F. K. Shajtar Donetsk                      | Gol · Gol · Gol                            | 0 - 6                                      | Liga de Campeones 2020-21                  |

## Palmarés

### Títulos nacionales
| Título                        | Club          | País         | Año  |
| ----------------------------- | ------------- | ------------ | ---- |
| Supercopa de los Países Bajos | PSV Eindhoven | Países Bajos | 2025 |